# Jarmila Stojčevská
Jarmila Stojčevská (* 21. dubna 1949 Praha) je česká básnířka a překladatelka z makedonštiny.

## Život
Na Pedagogické fakultě Univerzity Karlovy vystudovala obor český jazyk a hudební výchova. Záhy nato se provdala za makedonského očního lékaře, jehož následovala do zahraničí. Pět let žil pár v rozvojové Libyi, poté se manželé přestěhovali do dnešní Severní Makedonie (tehdejší Jugoslávie). Na začátku 90. let se kvůli smrti svého manžela a z důvodu začínající balkánské války rozhodla se svými dvěma syny vrátit do vlasti. Zde začala znovu působit jako učitelka, zpočátku v brandýské, následně pak ve staroboleslavské základní škole, kde je nyní ředitelkou.
První básně publikovala již na gymnáziu, básnická prvotina ji vyšla však až v Makedonii. Zde také přeložila pro makedonskou televizi stovku filmů, seriálů a televizních inscenací, spolupracovala s rozhlasem a do makedonštiny přeložila také básně Otokara Březiny, knihu Václava Havla Dopisy Olze nebo některé práce Ilji Hurníka a Vladislava Mareše.
V roce 2006 vydala básnickou sbírku Nedopalky slov. Počínaje rokem 1998 je stálou členku poroty literární soutěže Macharův Brandýs a pořádá také veřejná čtení.

## Dílo

### Překlady
- Dokud bije zvon, smrt nepřijde, 1994

### Poezie
- Stíny snů, 1998 (sbírka psaná v makedonštině a v češtině)
- Nedopalky slov, 2006
- Tóny života, 2024